# الشعيتية
الشعيتية هي إحدى القرى اللبنانية من قرى قضاء صور في محافظة الجنوب.